# Menjamel orellut
El menjamel orellut (Caligavis obscura) és un ocell de la família dels melifàgids (Meliphagidae).

## Hàbitat i distribució
Habita boscos i vegetació secundària als turons de Nova Guinea, des de la Península de Doberai fins als districtes sud-orientals.